# Вилдек
Вилдек (њем. Wildeck) општина је у њемачкој савезној држави Хесен. Једно је од 20 општинских средишта округа Херсфелд-Ротенбург. Према процјени из 2010. у општини је живјело 5.102 становника. Посједује регионалну шифру (AGS) 6632020.

## Географски и демографски подаци
Вилдек се налази у савезној држави Хесен у округу Херсфелд-Ротенбург. Општина се налази на надморској висини од 216 метара. Површина општине износи 39,9 km². У самом мјесту је, према процјени из 2010. године, живјело 5.102 становника. Просјечна густина становништва износи 128 становника/km².